# 李貴敏
李貴敏（1959年12月11日—），中華民國政治人物及律師，中國國民黨籍，生於臺北市，第8、10屆不分區立法委員、中國國民黨副秘書長，專利師及仲裁人協會仲裁人，曾任交通大學、東吳大學兼任副教授及中國國民黨立法院黨團首席副書記長。

## 生平
畢業於政治大學法律系，並在此取得法學碩士；留學美國，取得太平洋大學法學碩士與博士，並考取美國加州律師資格，曾任Baker&McKenzie法律事務所國際資深合夥律師。2012年被中國國民黨提名為立法院第八屆不分區立法委員，從2015年8月1日起擔任中國國民黨立法院黨團首席副書記長。2016年1月因國民黨僅獲11席不分區而連任失利，2020年1月回任立法委員。

## 選舉紀錄
| 年度 | 選舉屆數           | 選舉區                                 | 所屬政黨   | 得票數    | 得票率 | 當選標記 | 備註 |
| ---- | ------------------ | -------------------------------------- | ---------- | --------- | ------ | -------- | ---- |
| 2012 | 第八屆立法委員選舉 | 全國不分區及僑居國外國民立法委員選舉區 | 中國國民黨 | 5,863,279 | 44.55% |          |      |
| 2016 | 第九屆立法委員選舉 | 全國不分區及僑居國外國民立法委員選舉區 | 中國國民黨 | 3,280,949 | 26.91% |          |      |
| 2020 | 第十屆立法委員選舉 | 全國不分區及僑居國外國民立法委員選舉區 | 中國國民黨 | 4,723,504 | 33.36% |          |      |

## 相關事件

### 軍審法修法
2013年10月1日九月政爭風潮中，李貴敏在立法院程序委員會中，提議擱置民進黨李俊俋委員提出的「軍事審判法第1條、第18條及第50條條文修正草案」，暫不排入議程。李貴敏認為妥善處理洪案及相關弊端，軍審法修正已於2013年8月6日三讀通過，並於同年8月11號由總統公佈實施。李俊俋委員的提案應該經過黨團協商再提出，因此她才提議不排入議程。

### 同性婚姻合法化
2014年，立法院司法及法制委員會初審同性婚姻平權法案，在場多位立委多持反對態度，認為同性婚姻將會衝擊傳統倫理秩序與傳統婚姻制度。李貴敏以美國為例，建議不要主動修法，避免撕裂人民感情，主張以司法判例及釋憲方式進行。

### 「得」跟「應」解釋不同
2015年12月8日上午，立委李貴敏在立法院召開記者會時表示，根據總統、副總統選罷法第四十五條規定表示「經二組以上候選人同意，個人或團體得舉辦全國性無線電視辯論會，電視台應予受理」。李貴敏強調，因此，經兩組候選人同意後，要在無線電視台舉辦辯論，但是民進黨希望舉辦的三立電視台是有線電視台，不符合法律規定。亦即，必須先在公視與四報一社的基礎上舉辦電視辯論，在這之餘，其他有線台的邀請，無論三立、中天，國民黨都歡迎。但是，李貴敏強調，法律用語中的應就是有硬性規定，民進黨對於法律的解釋已經扭曲原來法律的原意。

## 外部連結
- 李貴敏的Facebook專頁
- 風傳媒 李貴敏觀點
- 觀策站 時事評論